# Musée Karen-Blixen
Pour les articles homonymes, voir Karen et Blixen.
Le musée Karen-Blixen (Karen Blixen Museum) est un musée situé à Karen (en), un faubourg encore vert faisant partie de la ville de Nairobi, situé à une quinzaine de kilomètres au sud-ouest du centre-ville, « au pied des monts Ngong », au Kenya. Le musée se trouve dans l'ancienne maison de Karen Blixen (1885-1962), femme de lettres danoise et auteur fameux de La Ferme africaine (traduit de l'anglais Out of Africa), sous le nom de plume d'Isak Dinesen, et d'Ombres sur la prairie (Shadows of the Grass), œuvres qui relatent sa vie dans cette plantation.

## Historique

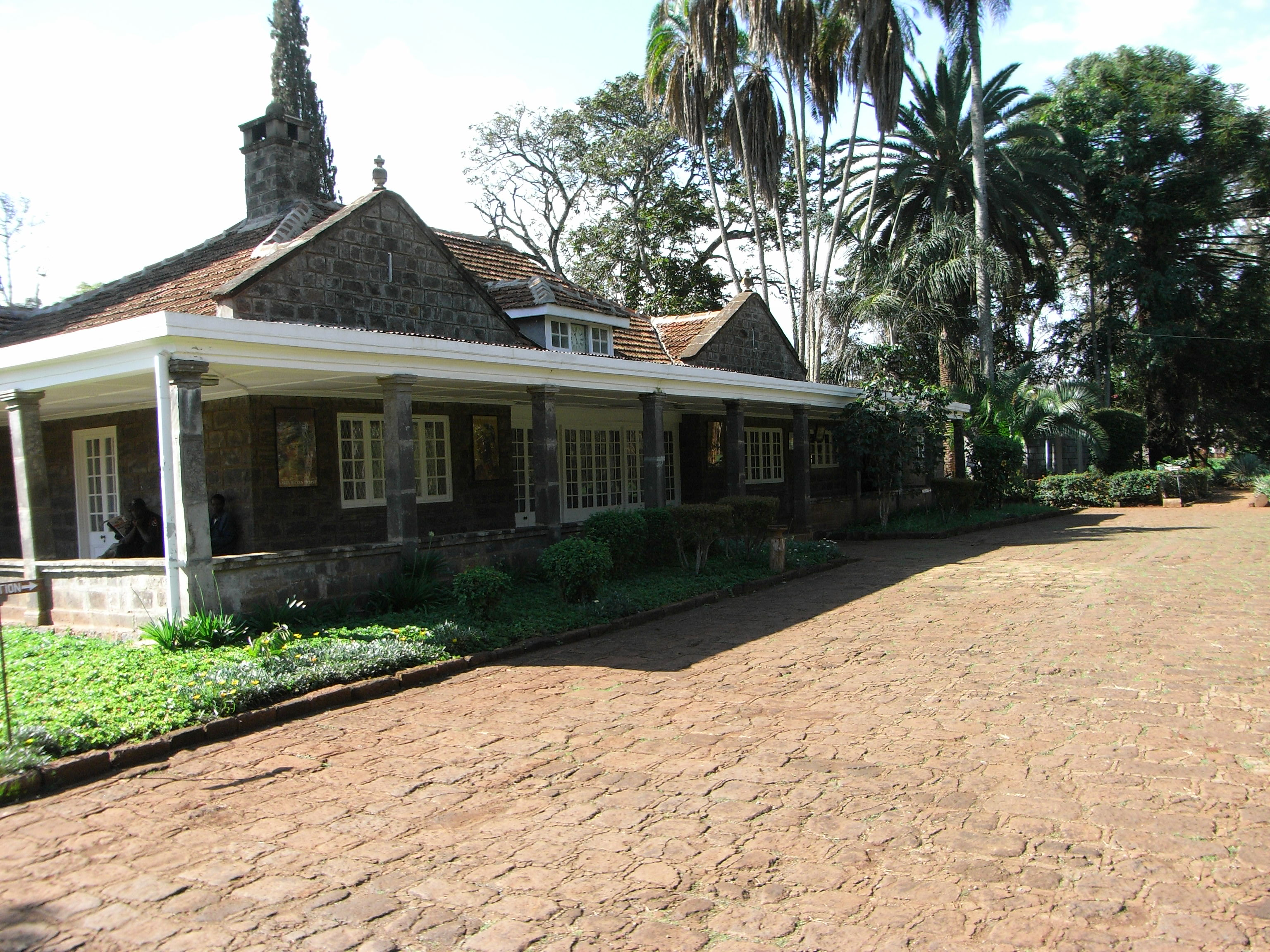
Vue de la véranda en 2009

La maison entourée d'une véranda a été construite en 1912 par l'ingénieur suédois Åke Sjögren, et achetée cinq ans plus tard par le baron Bror von Blixen-Finecke, son époux, et elle-même. La maison, qui se nomme Mbogani d'après l'endroit, est typique des maisons de plantations coloniales de l'époque. Karen Blixen se sépare de son mari en 1921 et demeure dans ce qu'elle appelle la ferme pour y cultiver notamment des caféiers dans un domaine, « Karen Coffee Company », qui se trouve alors dans la colonie de l'Afrique orientale britannique. Elle la quitte ruinée en 1931, pour retourner en Europe.
Le Danemark en fait don au nouvel État kényan en 1964 pour fêter son indépendance. Le musée ouvre ses portes au public en 1986, quelques mois après la sortie du film Out of Africa qui est un succès mondial et qui s'inspire de la vie de Karen Blixen dans l'ancienne colonie, bien que le film ait été tourné dans un autre lieu, à Mgabathi, la première plantation de l'auteur, située non loin, où elle vécut avec son mari de 1914 à 1917.
Le musée se trouve aujourd'hui dans les hauteurs du quartier résidentiel suburbain de Karen qui a été loti après le démantèlement de la plantation « Karen Coffee Company ». Il est géré par l'institution « Musées nationaux du Kenya » et ouvert tous les jours de 9 heures 30 à 18 heures, dimanches et jours fériés inclus. Des visites guidées y sont proposées dans les pièces dont la décoration originelle a été restituée, avec également des objets issus du tournage. Le parc est aussi ouvert au public. On remarque un buste de bronze de Karen Blixen, sculpté par l'allemand exilé au Danemark Kurt Harald Isenstein (de). Une boutique de souvenirs accueille les touristes. Il est possible de louer les lieux pour des réceptions.

## Notes et références

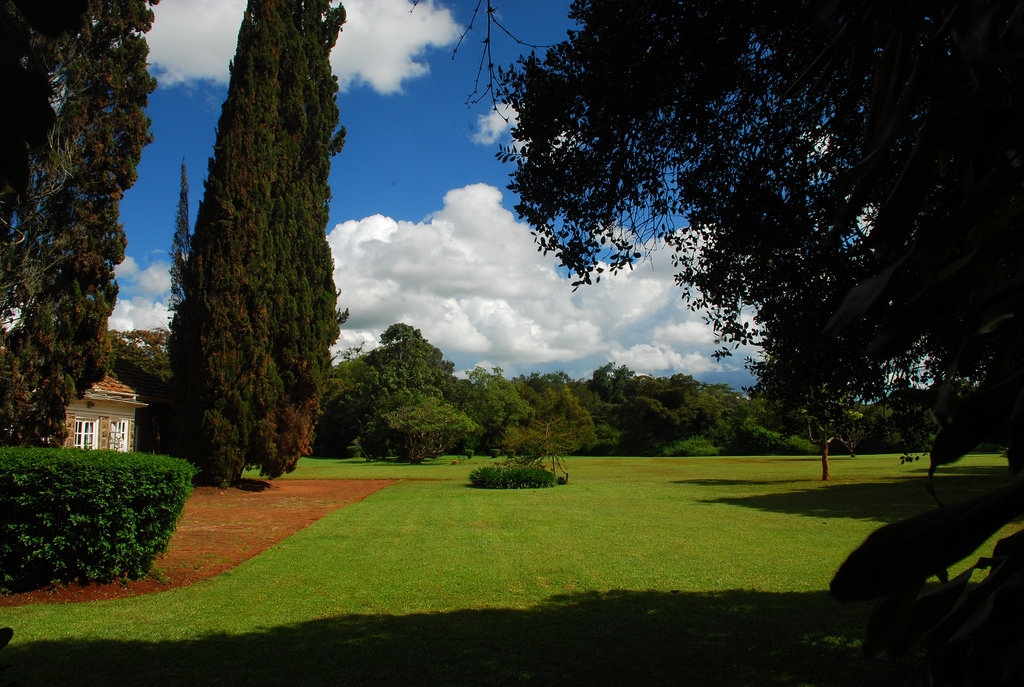
Vue de la pelouse à l'arrière de la demeure

## Source
- (en) Cet article est partiellement ou en totalité issu de l’article de Wikipédia en anglais intitulé « Karen Blixen Museum (Kenya) » (voir la liste des auteurs).